# Загорка Голубовић
Загорка Голубовић (Дебрц, 8. март 1930 — Београд, 13. март 2019) била је српска професорка, антрополошкиња и социолошкиња.

## Биографија
Рођена је 8 марта 1930. године у Дебрцу, у општини Владимирци код Шапца. У Београду је живела од 1933. где се школовала и где је већ у четрнаестој години постала чланица Савеза комунистичке омладине Југославије.
Дипломирала је филозофију на Филозофском факултету Универзитета у Београду. Радила је као професорка у гимназијама у Земуну и Београду (1952-54). Изабрана је у звање асистенткиње на Филозофском факултету 1957, где је остала до 1975. у звању ванредне професорке. Са факултета је суспендована због дисидентства, критички интонираног часописа Праксис, учешћа у протестима 1968. године и студентским демонстрацијама. Од 1960. године је била посланица Народне скупштине, а убрзо и прва антрополошкиња на Универзитету у Београду. 1963. године била је чланица југословенске мисије у Генералној скупштини УН-а у Њујорку. Oд 1963. до 1974. године била је учесница Корчуланске летње школе где је једна од главних тема била однос праксис филозофије и културе. Корчуланска летња школа била је изузетно значајно место окупљања критички настројених интелектуалаца не само са подручја Југославије него из целог света кроз коју су прошла и многа позната имена попут Хабермаса, Фрома, Маркузеа итд. У јануару 1975, суспендовала ју је Скупштина СР Србије. До 1981. године била је без посла, а у међувремену је радила као гостујући професор у Шведској, Великој Британији и САД. Од 1981. године, ради као научна саветница на Институту за друштвене науке који је тада био укључен у Београдски универзитет. На Филозофски факултет вратила се 1991. где је до 1996. предавала социо-културну антропологију. Оснивачица је катедре за интердисциплинарне студије антропологије.
Била је уредница часописа Гледишта, Социологија и Филозофија и чланица Савета Праксиса, редакције Praxis International, Управног одбора Југословенског друштва за филозофију и социологију, председница Социолошког друштва Србије и филозофског друштва Србије. Једна од оснивачица Института за филозофију и друштвену теорију Универзитета у Београду.
Преминула је 13. марта 2019. године, у 89. години живота, у Београду, након дуге болести. Ту вест потврдили су чланови њене породице за лист Данас.
Има ћерку Браниславу из брака са Бранком Пешићем.

## Награда „Загорка Голубовић”
Од 2021. године Института друштвених наука додељује награду „Загорка Голубовић” млађим истраживачима за ангажовани истраживачки рад. Прва добитница је Лара Кончар за рад „О положају и искуствима сезонских радница у пољопривреди у савременој Србији. Може ли се говорити о елементима структурног насиља”. Чланови комисије за доделу ове награде су: Адриана Захаријевић, Ивица Младеновић, Илдико Ердеи, Срђан Радовић и Јелена Васиљевић.

## Активизам
Као једна од представница персоналистичког марксизма свој активизам усмерила је у оквирима социјализма на стварање праведног грађанског друштва и учешћем у лево оријентисаним покретима на заговарању либерализма који је реинтерпретација Марксовог наслеђа. Слободни универзитет је једна од њених иницијатива, а поред тога заслужна је за покретање синдиката „Независност“ као и Алтернативне академске образовне мреже. Давала је подршку радничком покрету „Солидарност“ у Пољској и учествовала и подржавала акције међународног радничког покрета.
За време рада у Центру за филозофију и друштвену теорију заједно са седам других професора у оквиру Института слала је жалбу против политичке дискриминације Међународној организацији рада у Женеви, али је забрана предавања на универзитетима у Југославији као и полицијска присмотра и даље опстала.
Управо због студентских побуна из 1968. године о којима је писала у књизи „Човек и његов свет“, књига бива забрањена.
Почетком деведесетих година 20. века имала је запажену улогу у антиратном покрету у Београду. Била је оштра критичарка режима Слободана Милошевића и активна учесница тромесечног грађанског и студентског протеста 1996-1997. Након демократских промена 2000. године критички је анализирала економску транзицију у Србији.
Књига „Како превазићи трули задах пропадања и створити услове за демократски препород Србије“ 1992. године имала је антиратни наратив.
За своје критичко размишљање као неке од подстицаја наводи следеће ауторе: Роза Луксембург, Ерих Фром, Ернест Блох, Зигмунт Бауман, Антонио Грамши, Карл Корш, Хана Арент итд.
На њено залагање за слободу и њене снажне  антифашистичке ставове утицало је стрељање њене сестре као антифашисте у логору на Бањици што је у њеном животу оставило велики печат.
Њено деловање одликује и запажен рад у одборима и форумима за одбрану демократије, синдикалним организацијама и Савету за борбу против корупције.
2012. пажњу јавности је покренуло њено критички интонирано писмо упућено тадашњем председнику Борису Тадићу поводом случаја зрењанинске фабрике „Југоремедија“

## Награде
- „Витез позива“ (2007) – награда за појединце који су усагласили професију и савест
- „Верица Бараћ“ (2012) – награда за допринос борби против корупције
- „Радомир Лукић“ (2014) – награда за животно дело

## Дела
- Социјализам и хуманизам, 1965.
- Проблеми савремене теорије личности, 1966.
- Антропологија као друштвена наука, 1967.
- Трендови и дилеме југословенске социологије, 1969.
- Социјалистичке идеје и реалност, 1971.
- Зашто је функционализам више пожељан у данашњој Југославији него марксизам?, 1973.
- Човек и његов свет у антрополошкој перспективи, 1973.
- Социологија југословенског друштва, 1976.
- Породица као људска заједница: алтернатива ауторитарном схватању породице као система прилагођеног понашања, 1981.
- Стаљинизам и социјализам 1982.
- Криза идентитета југословенског друштва, 1988.
- Антрополошки портрети, 1991.
- Друштвени карактер и друштвене промене у светлу националних сукоба, 1995.
- Антропологија у персоналистичком кључу, 1997.
- Странпутице демократизације у постсоцијализму, 1999.
- Ја и други: антропололошка истраживања индивидуалног и колективног идентитета , 1999.
- Живети против струје, 2001. – аутобиографија
- Изазови демократије у савременом свету, 2003.
- Поуке и дилеме минулог века: филозофско-антрополошка размишљања о главним идејама нашег времена, 2006.
- Антропологија, 2007.
- Култура и преображај Србије : вредносна усмерења грађана у променама после 2000. године (2010, заједно с Исидором Јарић)
- Како калимо демократију: шта нисмо научили, 2011.
- Моји хоризонти: Мислим, делам, постојим, 2012. –аутобиографија
- Глас у јавности: Како постати грађанин, 2016.